# Nataradžásana

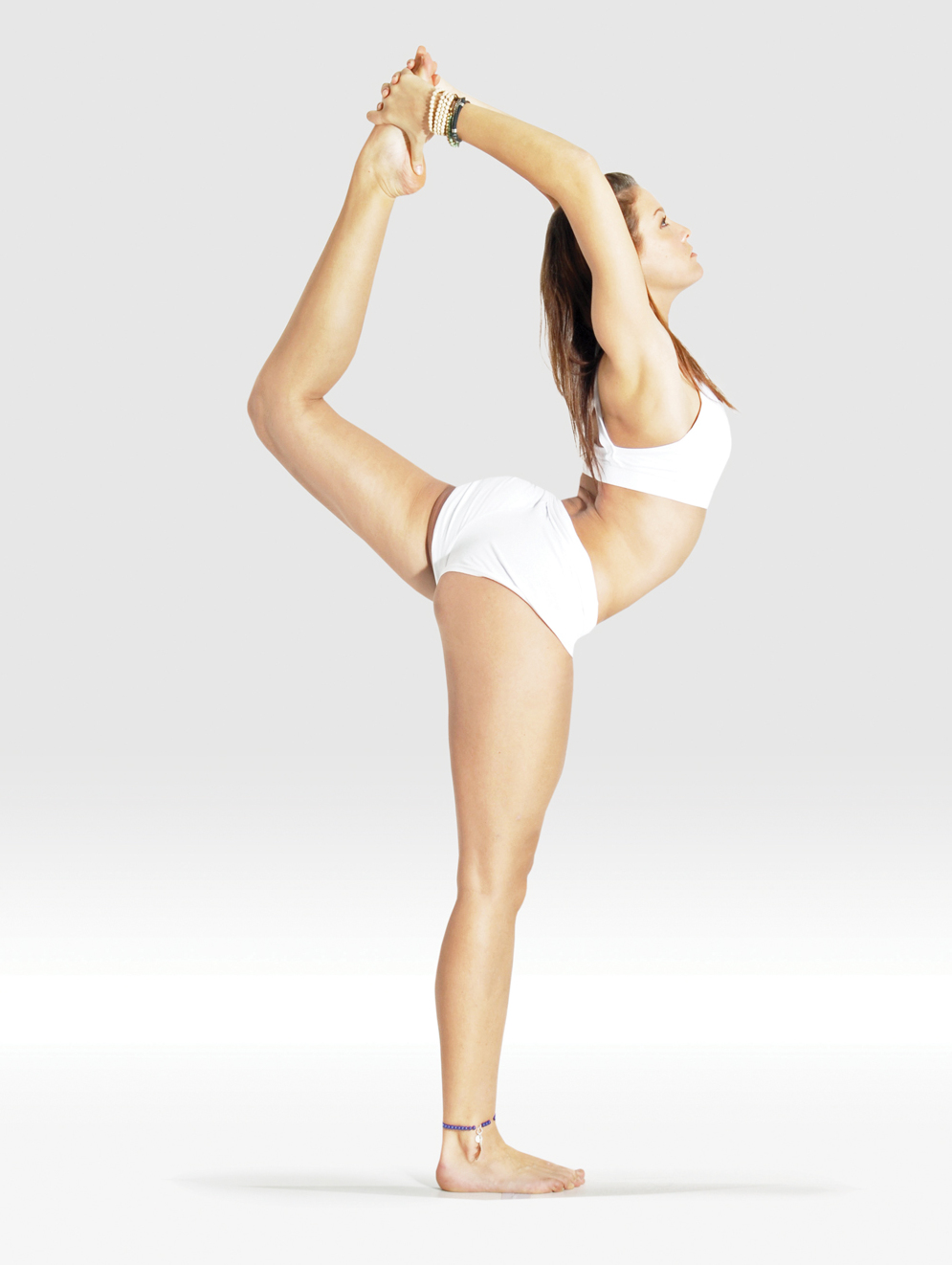
Nataradžásana

Nataradžásana ( नटराजासन) neboli Král tance (tanečník) je jednou z ásan.

## Etymologie
V Sanskritu 'nata' znamená taneční, radža král a 'ásana' (आसन) posed.

## Postup
- Do pozice Natarádžásany se vchází přes Tadásanu, pokrčí se a mírně zanožte pravá noha a uchopé se pravou rukou za nárt, příp. nebo kotník a vzpaží se levá paže.
- Tlakem pravého nártu do dlaně se zvedá koleno do výšky a současně se tělo předklání.Nezvedat ramena k uším.
- Kyčle dolů nebo naopak pánev otevřít

## Galerie

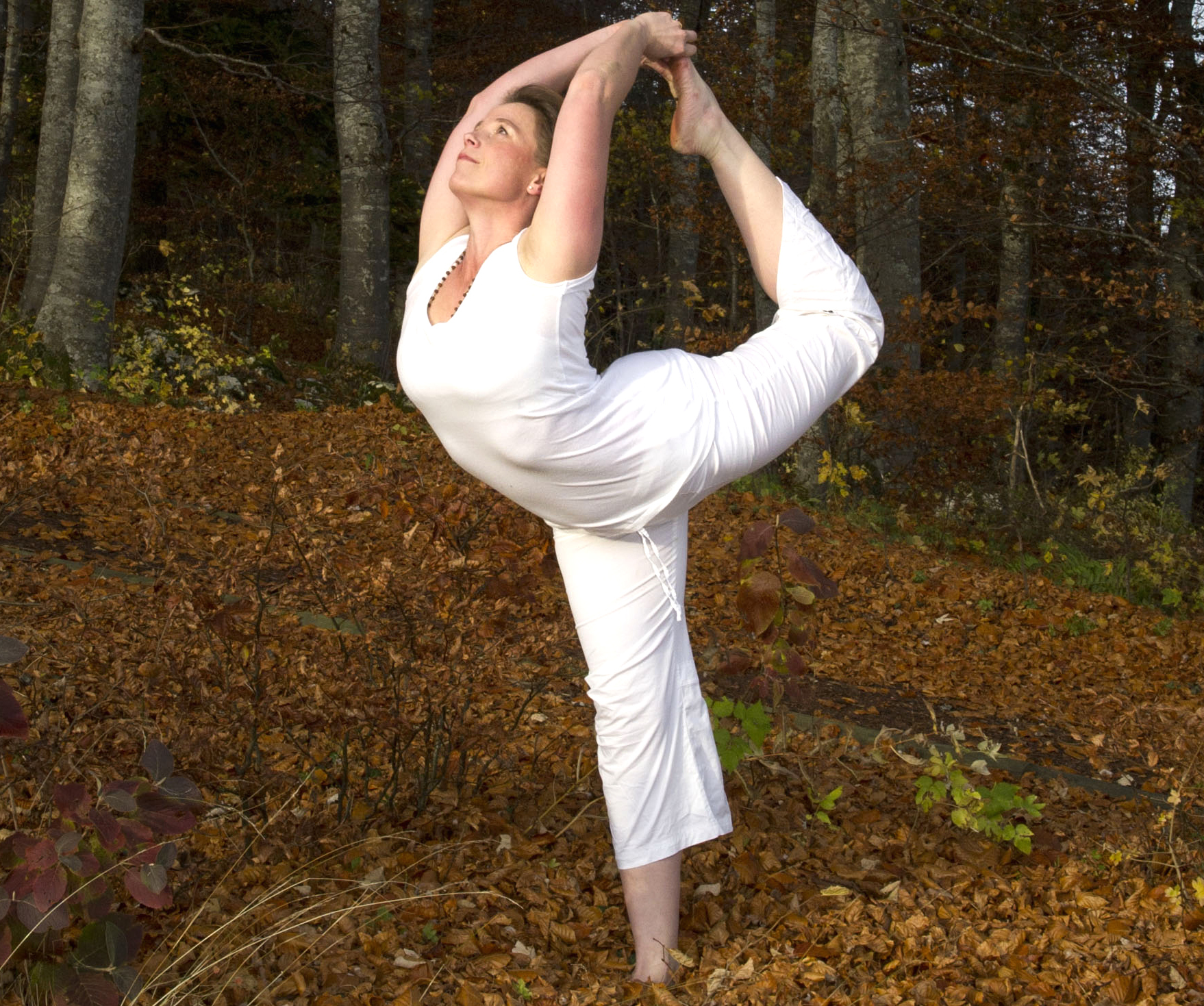
Variace
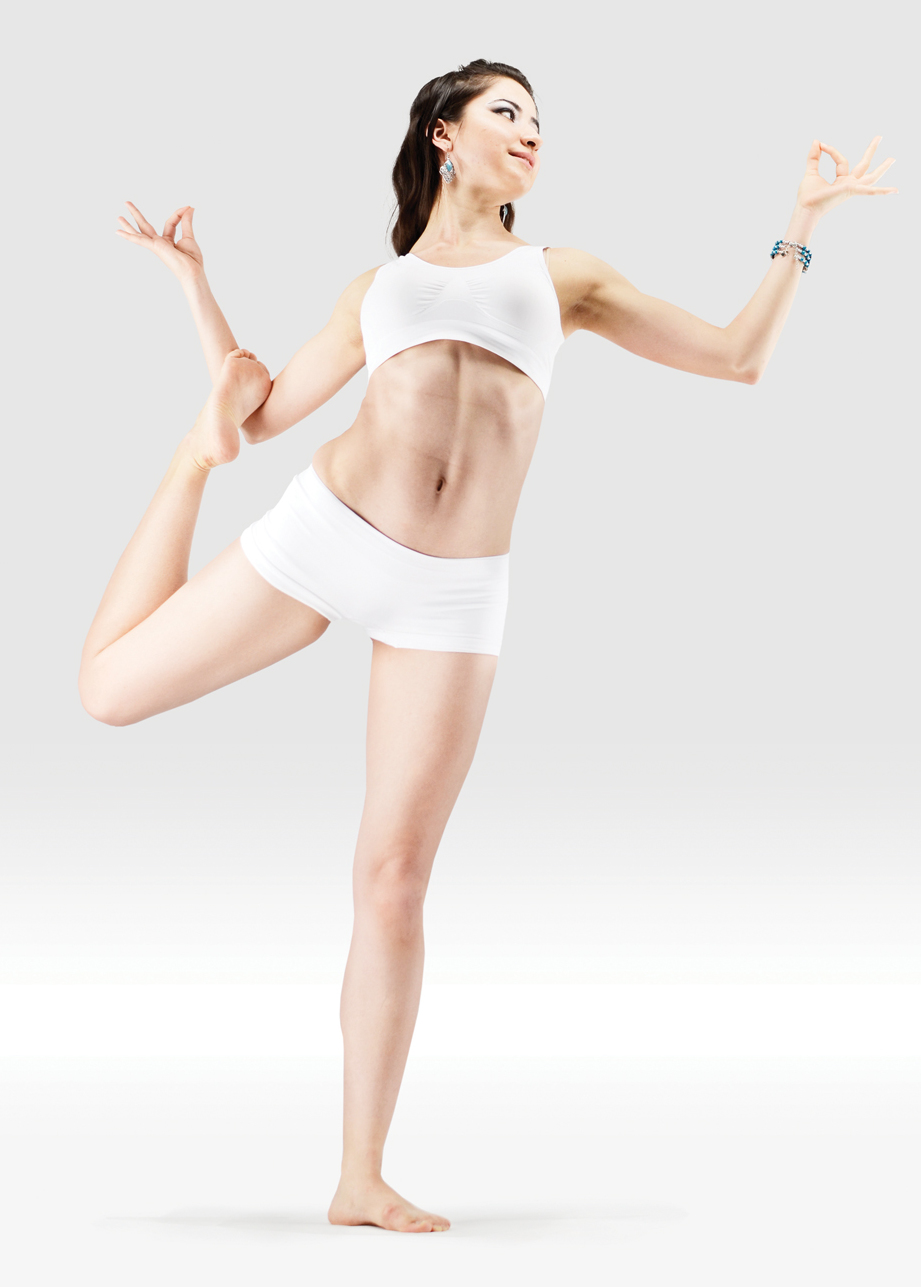
Variace
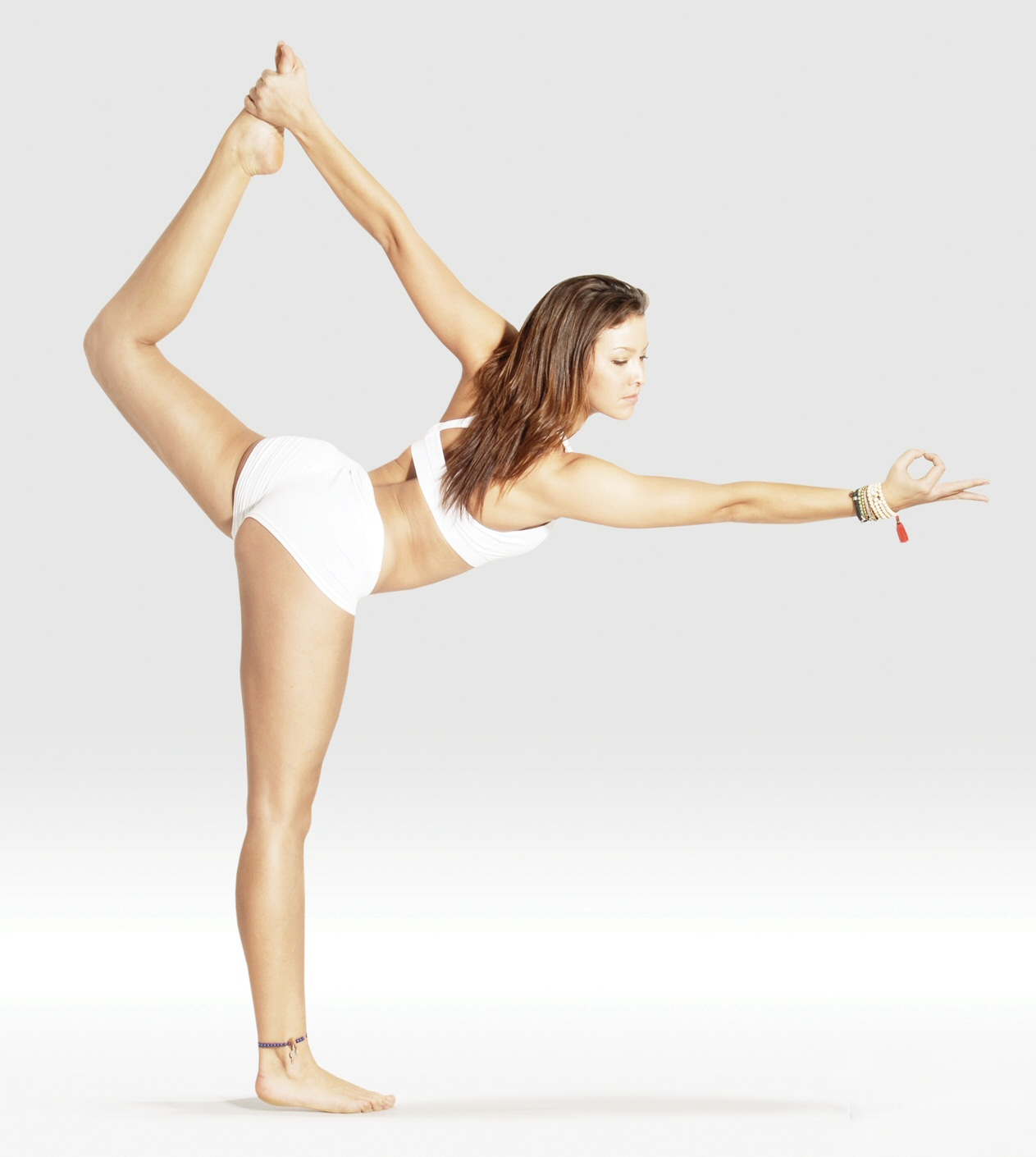
Variace
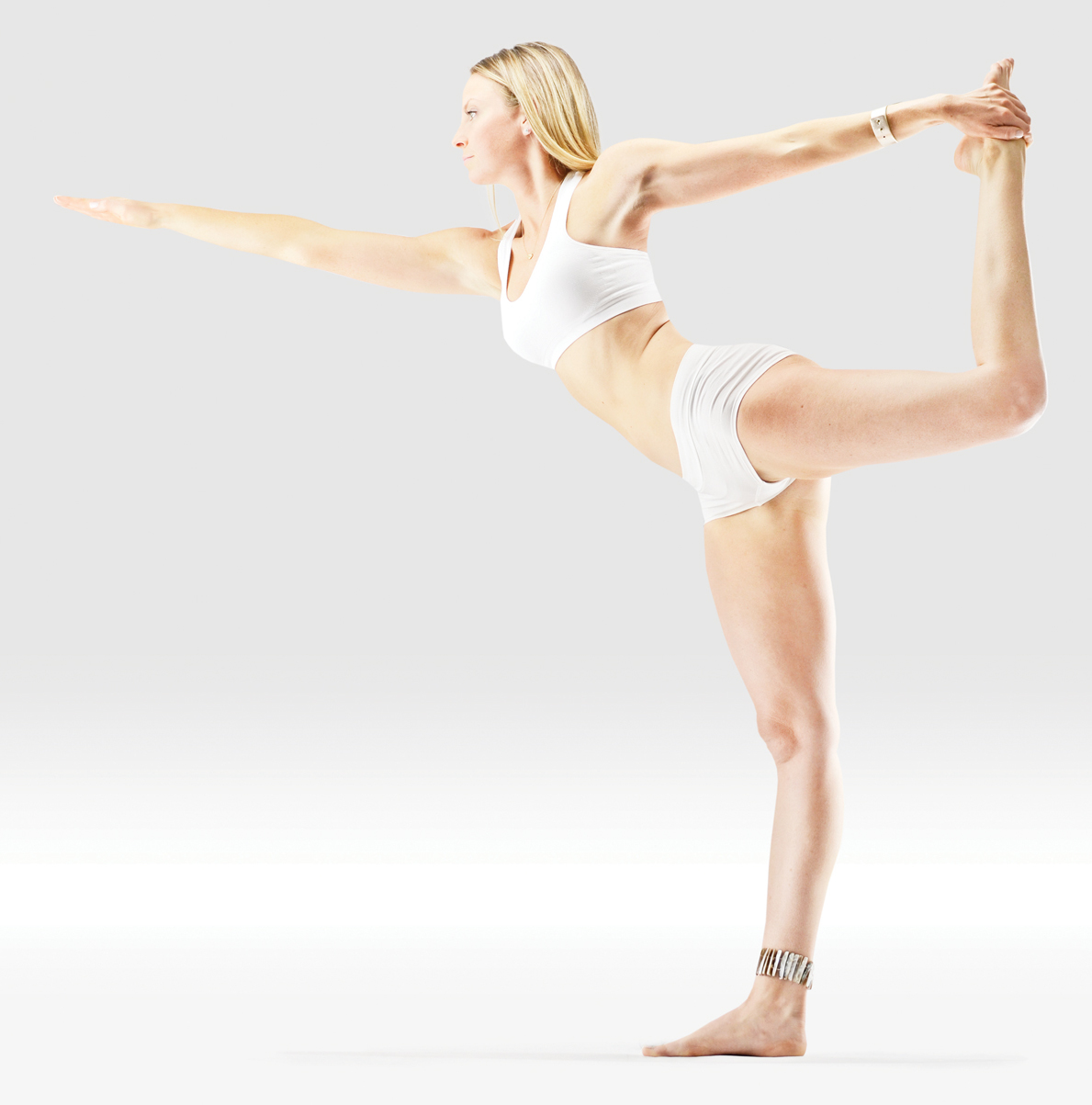
Variace
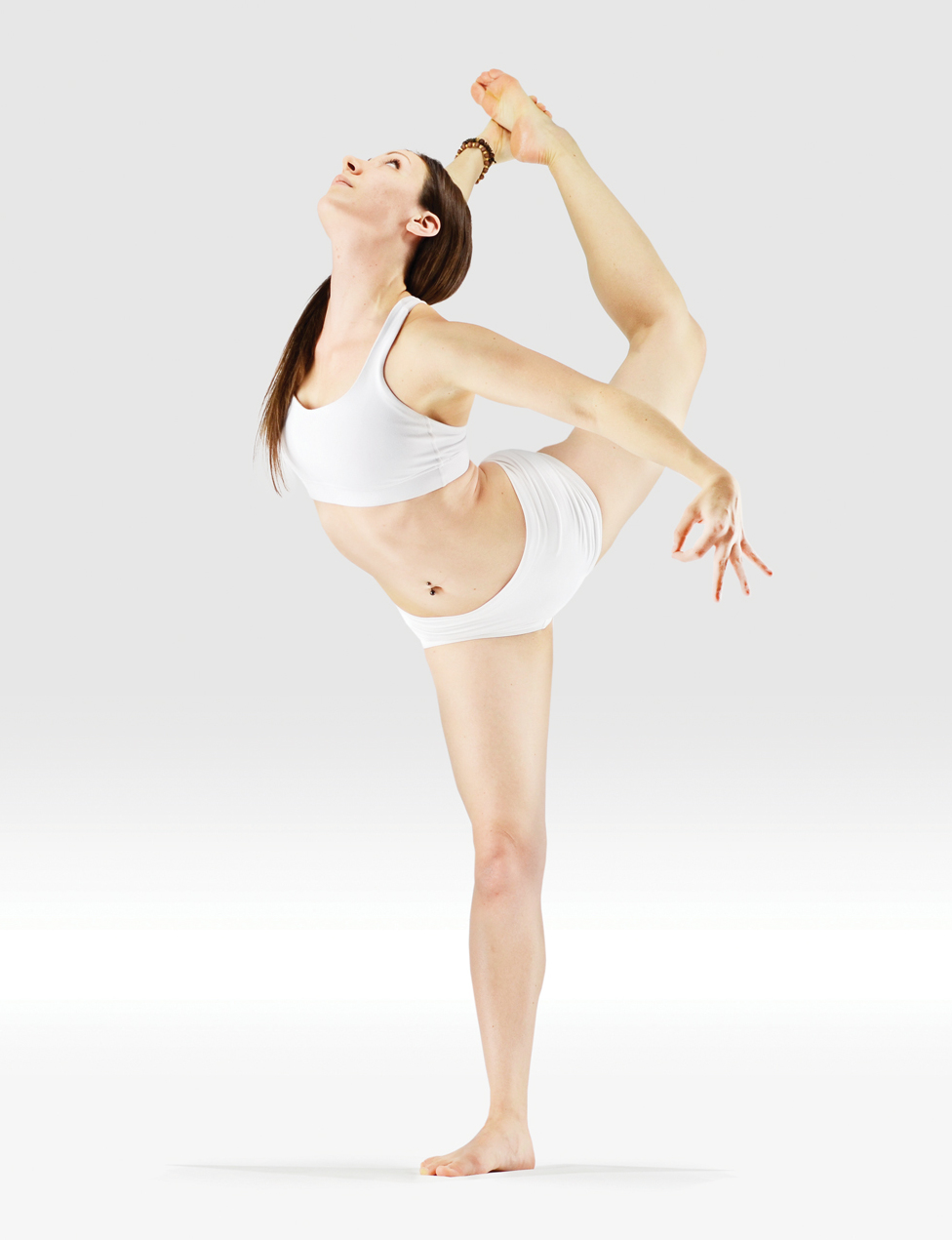
Variace
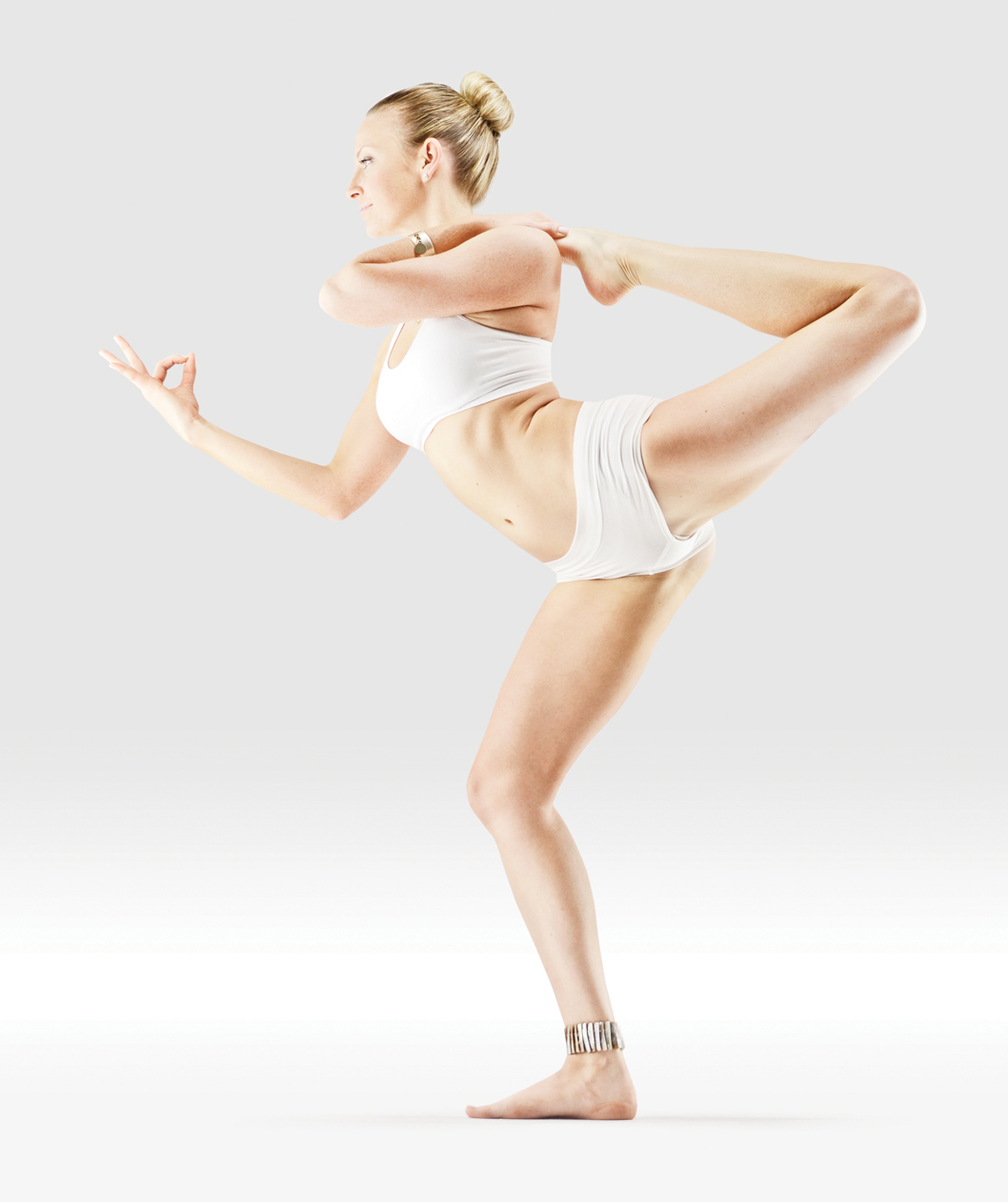
Variace
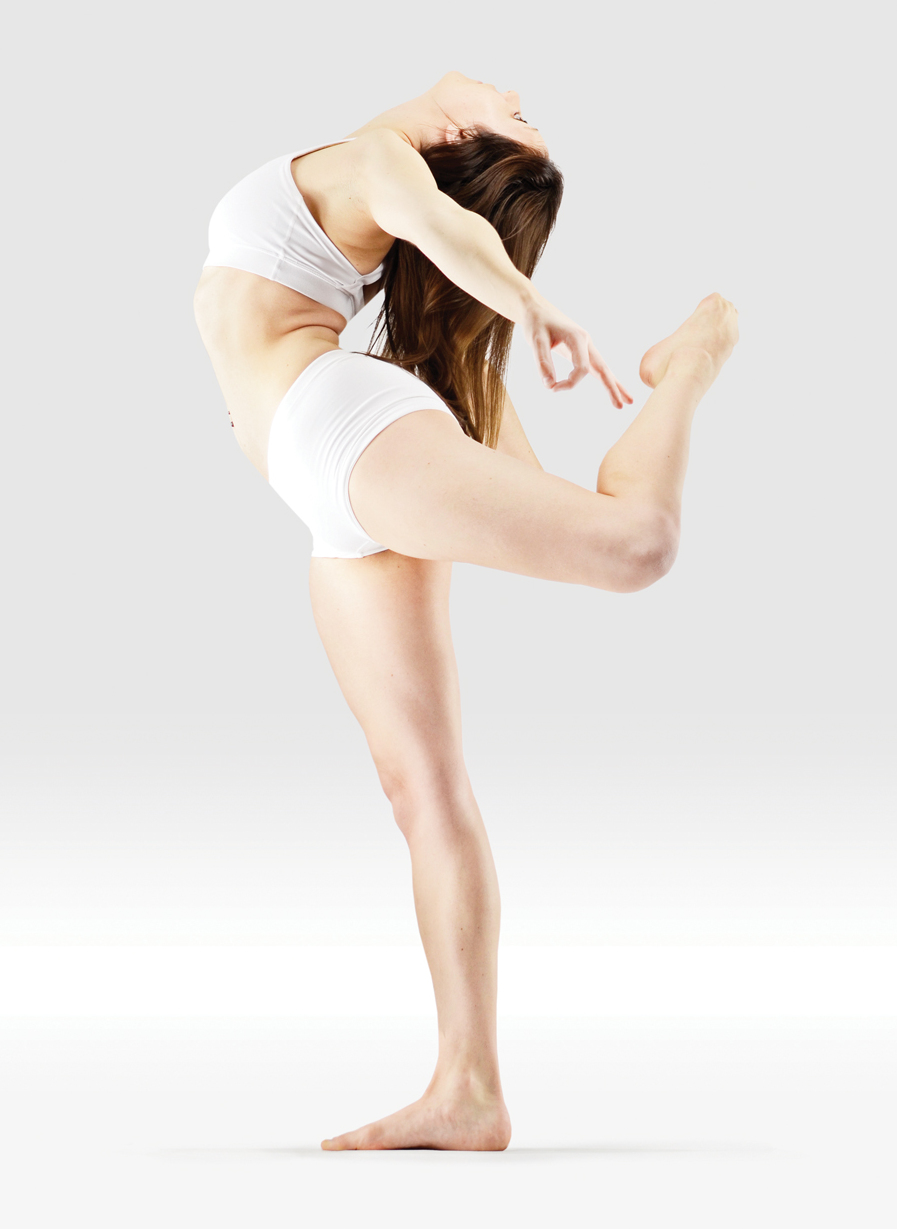
Variace
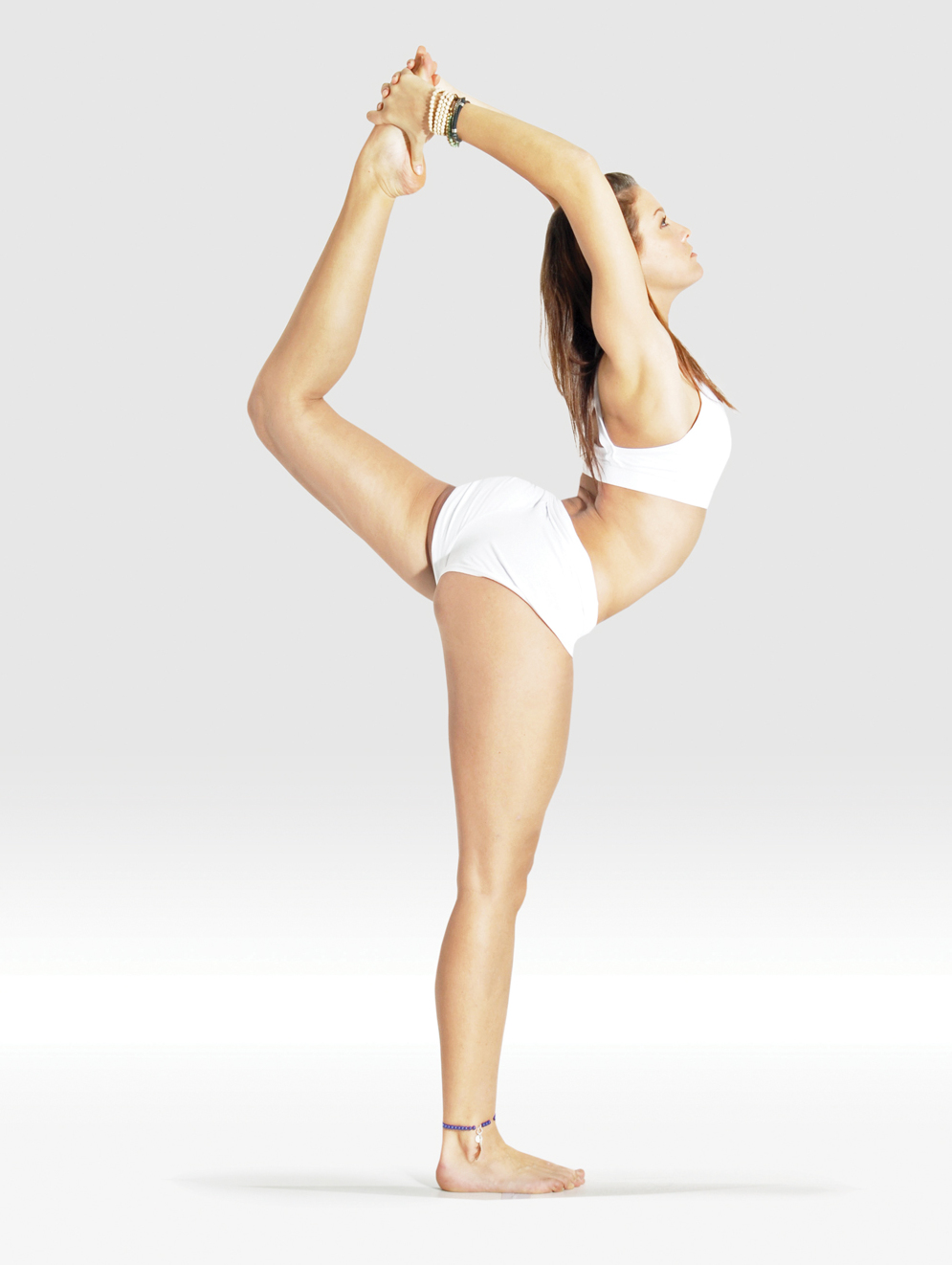
Variace